# Chirmont
Chirmont é uma comuna francesa na região administrativa de Altos da França, no departamento de Somme. Estende-se por uma área de 7,85 km². Em 2010 a comuna tinha 129 habitantes (densidade: 16,4 hab./km²).